# Teresa Toda
Teresa Toda (Porto Alegre, Brasil, 24 de juny de 1950) és una periodista basca.

## Biografia
Va començar a treballar com a corresponsal del diari basc Egin a Madrid el 1984. L'any 1989, després de l'atac a trets de dos diputats bascos a Madrid mentre estaven sopant, (un d'ells, Josu Muguruza, també era el seu redactor a Egin), va haver de traslladar-se al País Basc. Va treballar primer com a redactora de la secció política basca i, del 1992 al 1998, com a redactora en cap adjunta. Egin va ser clausurat pel jutge Baltasar Garzón el juliol de 1998. El tancament del diari va comportar un procediment judicial contra el redactor en cap, vuit membres de la junta i Teresa Toda. A l'espera del judici, va treballar a la revista del sindicat LAB. Durant aquests anys, esdevingué membre de la Junta del PEN Basc, i s'implicà en activitats de defensa de la llibertat d'expressió a diversos nivells.
El judici va començar l'any 2005 a l'Audiència Nacional de Madrid. Van rebre condemnes dures, que després el Tribunal Suprem va reduir. Finalment va complir sis anys complets, tots a presons molt allunyades de casa seva. Durant aquest temps, va mantenir la seva relació amb el PEN basc i, a través d'ells, amb el PEN Internacional;